# Varencya perinetensis
Varencya perinetensis är en skalbaggsart som beskrevs av Dewailly 1950. Varencya perinetensis ingår i släktet Varencya och familjen Melolonthidae. Inga underarter finns listade i Catalogue of Life.